# Andy Konrad
Andy Konrad (* 1981 in Vaduz, Liechtenstein) ist ein Liechtensteiner Schauspieler, Comedian, Kabarettist und Theaterproduzent.

## Leben
Andy Konrad absolvierte von 2003 bis 2006 seine Schauspielausbildung an der privaten Schauspielschule Schauspiel München. Außerdem besuchte er verschiedene Seminare und Workshops für Filmarbeit und Camera Acting an der HFF München.
Erste Theaterarbeiten Konrads waren während seines Studiums am Münchner TamS-Theater (2005). Es folgten im Jahre 2006 Theaterengagements in Salzburg (Festspielhaus) und bei den Freilichtspielen Liechtenstein. 2007 gastierte er bei den Burgfestspielen Bad Vilbel; als Chevalier Danceny in «Gefährliche Liebschaften» von Christopher Hampton war er dabei Partner von Heike Trinker, die die Marquise de Merteuil verkörperte. Anschließend hatte er weitere Gastengagements am Stadttheater Klagenfurt (2007), am Altstadttheater Ingolstadt (2008) und am Freien Theater Bozen (2008/2009).
2008 und 2009 trat er bei den Schlossfestspielen Mondsee als Benedikt in der Shakespeare-Komödie «Viel Lärm um Nichts» auf; hier waren u. a. Alexander Becht (John), Martina Ebm (Hero), Victoria Fleer (Beatrice) und Johannes Hendrik Langer (Claudio) seine Partner.
Der Vaduzer „Schlösslekeller“ (2009–2011), die Brotfabrik Berlin (2012, als Nathan in Yasmina Rezas «Gespräche nach einer Beerdigung» in einer Open-Air-Veranstaltung mit Picknick) und das Theater am Kirchplatz (TaK) in Schaan (Liechtenstein) waren Konrads weitere Bühnenstationen, in denen er u. a. in Solo-Stücken, Performances und mit Kabarettprogrammen auftrat. 2015 wirkte er in der Rolle des Paul, der jahrelang mit der Nazi-Vergangenheit seiner Familie zu kämpfen hat, in «Rubel, Riet und Rock’n’Roll», einer Eigenprodukten des TaK, mit. Außerdem ist er seit 2013 als Geschäftsführer der Eventagentur «Showtime Establishment» als Produzent, Schauspieler und Regisseur bei Krimi-Dinner-Veranstaltungen aktiv.
Konrad übernahm auch einige Film- und TV-Rollen. In der ZDF-Krimiserie «Die Rosenheim-Cops» war er 2011 als tatverdächtiger Assistenzarzt Dr. Patrick Weidemann in einer Episodenrolle zu sehen. In der ZDF-Serie «Die Garmisch-Cops» (2014) übernahm er die Rolle des Dennis Berger, Kapitän und erfolgreichster Torschütze einer Eishockey-Mannschaft. Im März 2015 war er erneut in der Fernsehserie «Die Rosenheim-Cops» zu sehen, diesmal als tatverdächtiger Ehemann und Antiquitätenhändler Uwe Meiler.
2009 wurde Konrad mit dem Kulturpreis Liechtenstein dem «Prix Kujulie», ausgezeichnet. Konrad lebt in München.

## Filmografie (Auswahl)
- 2011; 2015: Die Rosenheim-Cops (Fernsehserie, 2 Folgen)
- 2012: MEK – Full House (Reality-Soap)
- 2012: Herzflimmern – Liebe zum Leben (Fernsehserie; Episodenrolle)
- 2014: Die Tobelhockerin (Kurzfilm)
- 2018: Der Liechtenstein
- 2020: Die Chefin (Fernsehserie, Folge Goliath)
- 2020: Die Bergretter (Fernsehserie, Folge Leuchtfeuer)